# A tél vidéke
A tél vidéke (eredeti cím: Edge of Winter) 2016-ban bemutatott amerikai-kanadai thriller-filmdráma, melyet Rob Connolly és Kyle Mann írt és rendezett. A főszereplők Joel Kinnaman, Tom Holland és Percy Hynes White. A film producerei Kyle Mann és Jonathan Bronfman.
Az Amerikai Egyesült Államokban 2016. augusztus 12-én mutatták be, Magyarországon DVD-n jelent meg szinkronizálva.
Általánosságban vegyes értékeléseket kapott a kritikusoktól.

## Cselekmény
A közelmúltban elvált apukát, Elliot Baker-t (Joel Kinnaman) elbocsájtják munkájából, ezért kétségbeesetten több időt tölt fiaival, Bradley-vel (Tom Holland) és Calebbel (Percy Hynes White). A vakáció egynapos családi kirándulással kezdődik, hogy megtanítsa fiainak, hogyan kell lőni, ám rémálommá válik minden, mert ott rekednek a kietlen vidéken. Amint egy elhagyatott kabinba vonulnak a fagy elől, Elliot félelme egyre jobban növekszik a gyerekei elvesztése végett. A testvérek gyorsan rájönnek, hogy a biztonságukért felelős ember az, aki a legnagyobb fenyegetést jelenti.

## Szereplők
| Szerep        | Színész           | Magyar hang       |
| ------------- | ----------------- | ----------------- |
| Elliot Baker  | Joel Kinnaman     | Welker Gábor      |
| Bradley Baker | Tom Holland       | Baráth István     |
| Caleb Baker   | Percy Hynes White | Nagy Gereben      |
| Luc           | Rossif Sutherland | Magyar Bálint     |
| Richard       | Shiloh Fernandez  | Tóth Barna        |
| Karen         | Rachelle Lefevre  | Nemes Takách Kata |
| Ted           | Shaun Benson      | Sipos Imre        |
| benzinkutas   | Patrick Garrow    | Czető Roland      |

## Gyártás
A film forgatása Ontarioban (Sudbury) és környékén zajlott.